# Бутово (Луганская область)
Бутово (укр. Бутове) — село в Старобельском районе Луганской области Украины, расположено южнее г. Старобельска (районного центра), в 1 км от автодороги Луганск — Харьков, на расстоянии 89 км от областного центра — г. Луганска.
Население села — 1720 жителей (2007 г.). Предприятия, расположенные в пределах сельского совета:
ООО «Сельхозхимия», ООО «Агро-Бутово».
Национальный состав села — украинцы, русские.
Занятость населения — сельское хозяйство (земледелие, животноводство).
По территории села проходит ветка железной дороги Станично — Луганское  — Валуйки Донецкой железной дороги.
На территории села расположена Бутовская средняя школа.
Смежные населённые пункты — с. Песчаное, с. Половинкино, г. Старобельск, с. Чмировка.
Улицы села: Чернышевского, Шевченко, Карла-Либкнехта, Садовая, Пушкина, Молодёжная, и др.
По территории села проходит объездная автодорога г. Старобельска:
Луганск — Старобельск — Беловодск.
На территории села расположен Бутовский сельский совет.
В пределах территории заселения расположены 3 магазина и клуб.